# Rhamnus dispermus
Rhamnus dispermus är en brakvedsväxtart som beskrevs av Christian Gottfried Ehrenberg och Pierre Edmond Boissier. Rhamnus dispermus ingår i släktet getaplar, och familjen brakvedsväxter. Inga underarter finns listade i Catalogue of Life.